# Jan Miller (kněz)
Phil. Dr. Theol. Dr. Jan Miller, SJ (17. září 1650, Wilmsdorf u Goldbergu, nyní Sedzimierow u Złotoryja – 21. září 1723, Liběšice) byl jezuitský teolog, historik a představený v 17. a 18. století, který byl literárně činný.

## Stručný životopis
Miller byl asi slezským Němcem, který vstoupil roku 1669 v Olomouci do Tovaryštva Ježíšova. Studoval filosofii (1669–1871) a teologii (1677–1680) na olomoucké univerzitě. V olomoucké koleji byl v letech 1687–1688 ministrem, pak se stal rektorem koleje v Kladsku (1688-1691), superiorem rezidence v Bohosudově (1992–1693), rektorem koleje v Chebu (1693–1696), rektorem kolej v Jihlavě (1698–1701). V letech 1703–1707 byl provinciálem české jezuitské provincie, pak se stal rektorem pražské koleje (1708–1711) a univerzity (1708–1709, 1710–1711) a následně rektorem koleje a univerzity v Olomouci (1711–1715). V Olomouci se aktivně zúčastnil výstavby kolejního kostela Panny Marie Sněžné. Pak byl další tři roky (1715–1718) rektorem brněnské koleje, následně odešel na odpočinek do jezuitské rezidence v Liběšicích, kde v roce 1723 zemřel.

## Dílo
Miller byl velmi literárně činný, jeho nejdůležitějším dílem je Historia provinciae Bohemiae Societatis Iesu ab anno 1555 usque ad annum 1723, ale napsal množství dalších prací vztahujících se k dějinám jezuitského řádu a jeho jednotlivých řádových domů.